# Індекс екологічної ефективності
Індекс екологічної ефективності (EPI від англ. Environmental Performance Index) — це метод кількісної оцінки та порівняльного аналізу показників екологічної політики держав світу. EPI ранжує країни за результативністю в декількох категоріях, які об'єднуються в дві групи: життєздатність екосистеми і екологічне здоров'я. Індекс публікується раз на два роки.

## Історія
Центр екологічної політики та права при Єльському університеті (англ. Yale Center for Environmental Law and Policy) спільно з Колумбійським університетом і Всесвітнім економічним форумом розробляв міжнародні індекси екологічної стійкості більше десятиліття. У 2000 році спільними зусиллями був опублікований попередник EPI — Індекс екологічної стійкості. У той час уряди по всьому світу намагалися скоригувати свої політичні курси з урахуванням концепції сталого розвитку. Декларація тисячоліття, прийнята раніше в 2000 році, сформулювала всеосяжне бачення поліпшення якості життя в країнах, що розвиваються. Хоча однією з цілей декларації названа екологічна стійкість, не було вказано жодного кількісного показника, до якого слід прагнути. Індекс екологічної стійкості намагався заповнити цю прогалину.
Індекс екологічної стійкості був першою спробою оцінити країни за кількома критеріями екологічної стійкості, в тому числі запасах природних ресурсів, рівнем забруднення в минулому і сьогоденні, заходах захисту довкілля. Проте дуже велика кількість показників оцінювання і нечітке визначення екологічної стійкості не дозволили індексу екологічної стійкості стати прагматичним інструментом для визначення пріоритетів у політиці. Враховуючи це, команда з Єльського і Колумбійського університетів в 2006 році розробила індекс екологічної ефективності, в якому припинилися спроби виміряти стійкість, а замість цього оцінюється ефективність. EPI зосереджується на поточній політиці та її наслідках. Звіти виходили кожні два роки (у 2008, 2010, 2012).

## Методологія
Методологія індексу була розроблена так, щоб держави могли порівнювати власні успіхи і недоліки з іншими країнами. Порівняння проводилося за 16 показниками (в індексі екологічної стійкості було 76) з шести категорій політики, об'єднаних у дві всеосяжні екологічні групи: 1) зниження навантаження довкілля на здоров'я людини; 2) забезпечення життєздатності екосистем і розумного використання природних ресурсів.
EPI еволюціонує з кожним новим звітом. І в 2008, і в 2010 році способи розрахунку індексу зазнавали змін. Тому між рейтингами немає прямої кореляції, не можна відстежити зміни у стані довкілля в часі. Разом із звітом 2012 р. був опублікований тенденційний індекс екологічної ефективності. Він ранжирує країни за їх екологічними досягненнями за останнє десятиліття. Тенденційний EPI показує, в яких країнах поліпшується екологічна обстановка з плином часу, а в яких погіршується.
Звіт 2012 р., як і попередні, базується на двох великих групах показників: життєздатності екосистеми (управління природними ресурсами) та екологічному здоров'ї, що оцінює вплив довкілля на здоров'я людини. У цих групах розподілені десять напрямів чи політичних категорій:
- Екологічне здоров'я;
- Забруднення повітря, що впливає на здоров'я людини;
- Забруднення повітря, що впливає на стан екосистем;
- Вода (що впливає на здоров'я людини);
- Водні ресурси (що впливає на екосистему);
- Біорізноманіття;
- Ліс;
- Рибна ловля;
- Сільське господарство;
- Зміна клімату та енергетика.

Кожна політична категорія складається з одного або декількох індикаторів (у звіті 2012 р. їх 22). Всі критерії оцінювання можуть бути представлені таблицею. У дужках вказано відносну вагу (вклад) показника в підсумковому результаті.
По кожному індикатору країна отримує бали. Кількість балів залежить від позиції держави в межах діапазону, що задається гіршою за цим індикатором країною (відносний нуль на стобальній шкалі) і бажаною метою (еквівалент ста балів). Бажана мета може встановлюватися на основі міжнародних договорів; стандартів, визначених міжнародними організаціями; професійного висновку, що відображає науковий консенсус, або інших джерел.
| Група               | Екологічне здоров’я (30 %)                                                    |                                                     |                                                |
| Політичні категорії | Екологічне здоров’я (15 %)                                                    | Забруднення повітря, що впливає на здоров’я (7,5 %) | Вода (ефект на здоров’я людини) (7,5 %)        |
| Індикатори          | 1. Детяча смертність (15 %)                                                   | 2. Тверді частки (3,75 %)                           | 4. Доступ до санітарії (3,75 %)                |
|                     |                                                                               | 3. Забруднення повітря у приміщеннях (3,75 %)       | 5. Доступ до питної води (3,75 %)              |
| Група               | Життєздатність екосистеми (70 %)                                              |                                                     |                                                |
| Політичні категорії | Повітря (ефект на екосистему) (8,75 %)                                        | Водні ресурси (ефект на екосистему) (8,75 %)        | Біорізноманітність (17,5 %)                    |
| Індикатори          | 6. SO2 на душу населення (4,38 %)                                             | 8. Зміни якості води (8,75 %)                       | 9. Охорона довкілля (4,38 %)                   |
|                     | 7. Відношення SO2 до ВВП (4,38 %)                                             |                                                     | 10. Захист біому (8,75 %)                      |
|                     |                                                                               |                                                     | 11. Морські охоронюванні райони (4,38 %)       |
| Політичні категорії | Сільське господарство (5,83 %)                                                | Ліс (5,83 %)                                        | Рибна ловля (5,83 %)                           |
| Індикатори          | 12. Сільськогосподарські субсидії (3,89 %)                                    | 14. Запас лісу на корню (1,94 %)                    | 17. Рибальство на прибережному шельфі (2,92 %) |
|                     | 13. Регулювання пестицидів (1,94 %)                                           | 15. Зміни площі лісів (1,94 %)                      | 18. Експлуатація рибних ресурсів (2,92 %)      |
|                     |                                                                               | 16. Втрата лісового покриву (1,94 %)                |                                                |
| Політична категорія | Зміна клімату і енергетика (17,5 %)                                           |                                                     |                                                |
| Індикатори          | 19. CO2 на душу населення (6,13 %)                                            |                                                     |                                                |
|                     | 20. Відношення CO2 до ВВП (6,13 %)                                            |                                                     |                                                |
|                     | 21. Кількість CO2 на кіловатт-год (2,63 %)                                    |                                                     |                                                |
|                     | 22. Відсоток відновлюваної електрики в загальній виробленій електриці(2,63 %) |                                                     |                                                |

| Рейтинг | Країна                        | Індекс |
| ------- | ----------------------------- | ------ |
| 1       | Швейцарія                     | 76.69  |
| 2       | Литва                         | 70.37  |
| 3       | Норвегія                      | 69.92  |
| 4       | Люксембург                    | 69.2   |
| 5       | Коста-Рика                    | 69.03  |
| 6       | Франція                       | 69     |
| 7       | Австрія                       | 68.92  |
| 8       | Італія                        | 68.9   |
| 9       | Велика Британія               | 68.82  |
| 10      | Швеція                        | 68.82  |
| 11      | Німеччина                     | 66.91  |
| 12      | Словаччина                    | 66.62  |
| 13      | Ісландія                      | 66.28  |
| 14      | Нова Зеландія                 | 66.05  |
| 15      | Албанія                       | 65.85  |
| 16      | Нідерланди                    | 65.65  |
| 17      | Латвія                        | 65.5   |
| 18      | Чехія                         | 64.79  |
| 19      | Фінляндія                     | 64.44  |
| 20      | Хорватія                      | 64.16  |
| 21      | Данія                         | 63.61  |
| 22      | Польща                        | 63.47  |
| 23      | Японія                        | 63.36  |
| 24      | Бельгія                       | 63.02  |
| 25      | Малайзія                      | 62.51  |
| 26      | Бруней                        | 62.49  |
| 27      | Колумбія                      | 62.33  |
| 28      | Словенія                      | 62.25  |
| 29      | Тайвань                       | 62.23  |
| 30      | Бразилія                      | 60.9   |
| 31      | Еквадор                       | 60.55  |
| 32      | Іспанія                       | 60.31  |
| 33      | Греція                        | 60.04  |
| 34      | Таїланд                       | 59.98  |
| 35      | Нікарагуа                     | 59.23  |
| 36      | Ірландія                      | 58.69  |
| 37      | Канада                        | 58.41  |
| 38      | Непал                         | 57.97  |
| 39      | Панама                        | 57.94  |
| 40      | Габон                         | 57.91  |
| 41      | Португалія                    | 57.64  |
| 42      | Філіппіни                     | 57.4   |
| 43      | Південна Корея                | 57.2   |
| 44      | Кіпр                          | 57.15  |
| 45      | Угорщина                      | 57.12  |
| 46      | Уругвай                       | 57.06  |
| 47      | Грузія                        | 56.84  |
| 48      | Австралія                     | 56.61  |
| 49      | Сполучені Штати Америки       | 56.59  |
| 50      | Куба                          | 56.48  |
| 50      | Аргентина                     | 56.48  |
| 52      | Сингапур                      | 56.36  |
| 53      | Болгарія                      | 56.28  |
| 54      | Естонія                       | 56.09  |
| 55      | Шрі-Ланка                     | 55.72  |
| 56      | Венесуела                     | 55.62  |
| 57      | Замбія                        | 55.56  |
| 58      | Чилі                          | 55.34  |
| 59      | Камбоджа                      | 55.29  |
| 60      | Єгипет                        | 55.18  |
| 61      | Ізраїль                       | 54.64  |
| 62      | Болівія                       | 54.57  |
| 63      | Ямайка                        | 54.36  |
| 64      | Танзанія                      | 54.26  |
| 65      | Білорусь                      | 53.88  |
| 66      | Ботсвана                      | 53.74  |
| 67      | Кот-д'Івуар                   | 53.55  |
| 68      | Зімбабве                      | 52.76  |
| 69      | М'янма                        | 52.72  |
| 70      | Ефіопія                       | 52.71  |
| 71      | Гондурас                      | 52.54  |
| 72      | Домінікана                    | 52.44  |
| 73      | Парагвай                      | 52.4   |
| 74      | Індонезія                     | 52.29  |
| 75      | Сальвадор                     | 52.08  |
| 76      | Гватемала                     | 51.88  |
| 77      | Об'єднані Арабські Емірати    | 50.91  |
| 78      | Намібія]                      | 50.68  |
| 79      | В'єтнам                       | 50.64  |
| 80      | Бенін                         | 50.38  |
| 81      | Перу                          | 50.29  |
| 82      | Саудівська Аравія             | 49.97  |
| 83      | Кенія                         | 49.28  |
| 84      | Мексика                       | 49.11  |
| 85      | Того                          | 48.66  |
| 86      | Алжир                         | 48.56  |
| 87      | Мальта                        | 48.51  |
| 88      | Румунія                       | 48.34  |
| 89      | Мозамбік                      | 47.82  |
| 90      | Ангола                        | 47.57  |
| 91      | Гана                          | 47.5   |
| 92      | Демократична Республіка Конго | 47.49  |
| 93      | Вірменія                      | 47.48  |
| 94      | Ліван                         | 47.35  |
| 95      | Конго                         | 47.18  |
| 96      | Тринідад і Тобаго             | 47.04  |
| 97      | Північна Македонія            | 46.96  |
| 98      | Сенегал                       | 46.73  |
| 99      | Туніс                         | 46.66  |
| 100     | Катар                         | 46.59  |
| 101     | Киргизстан                    | 46.33  |
| 102     | Україна                       | 46.31  |
| 103     | Сербія                        | 46.14  |
| 104     | Судан                         | 46     |
| 105     | Марокко                       | 45.76  |
| 106     | Росія                         | 45.43  |
| 107     | Монголія                      | 45.37  |
| 108     | Молдова                       | 45.21  |
| 109     | Туреччина                     | 44.8   |
| 110     | Оман                          | 44     |
| 111     | Азербайджан                   | 43.11  |
| 112     | Камерун                       | 42.97  |
| 113     | Сирія                         | 42.75  |
| 114     | Іран                          | 42.73  |
| 115     | Бангладеш                     | 42.55  |
| 116     | Китай                         | 42.24  |
| 117     | Йорданія                      | 42.16  |
| 118     | Гаїті                         | 41.15  |
| 119     | Нігерія                       | 40.14  |
| 120     | Пакистан                      | 39.56  |
| 121     | Таджикистан                   | 38.78  |
| 122     | Еритрея                       | 38.39  |
| 123     | Лівія                         | 37.68  |
| 124     | Боснія і Герцеговина          | 36.76  |
| 125     | Індія                         | 36.23  |
| 126     | Кувейт                        | 35.54  |
| 127     | Ємен                          | 35.49  |
| 128     | Південна Африка               | 34.55  |
| 129     | Казахстан                     | 32.94  |
| 130     | Узбекистан                    | 32.24  |
| 131     | Туркменістан                  | 31.75  |
| 132     | Ірак                          | 25.32  |

#### Ресурси Інтернету
- Measuring Progress:A Practical Guide From the Developers of the Environmental Performance Index (EPI)(англ.)
- Environmental Performance Index and Pilot Trend Environmental Performance Index(англ.)
- Индекс экологической эффективности — информация об исследовании [Архівовано 26 грудня 2013 у Wayback Machine.](рос.)
- 5 самых экологичных стран мира [Архівовано 26 грудня 2013 у Wayback Machine.](рос.)